# Rhoogeton
Rhoogeton – rodzaj roślin z rodziny ostrojowatych (Gesneriaceae). Obejmuje według różnych ujęć od 2 do 4 gatunków. Przedstawiciele rodzaju są gatunkami endemicznymi w Gujanie.
Wykaz gatunków:
- Rhoogeton cyclophyllus (Leeuwenb. Meded. Bot. Mus. Herb. Rijks Univ. Utrecht 146: 322)
- Rhoogeton leeuwenbergianus (C.V. Morton Bol. Soc. Venez. Ci. Nat. 23: 80)
- Rhoogeton panamensis (Wiehler	Phytologia 73(3): 239)
- Rhoogeton viviparus (Leeuwenb. Meded. Bot. Mus. Herb. Rijks Univ. Utrecht 146: 323)